# Stanisław Jurkowski
Stanisław Jurkowski (ur. 1601, zm. 1669) – doktor teologii, profesor i rektor Akademii Krakowskiej.

## Życiorys
Studiował w Akademii Krakowskiej uzyskując stopień bakałarza w 1618, a w 1621 mistrza nauk wyzwolonych. Po studiach został zatrudniony jako guwerner Izydora i Konstantego Ostrogskich; zwiedził z nimi Rzym i Pizę. Studiował w Paryżu i Lowanium. Po powrocie do kraju w 1627 został profesorem retoryki w Akademii Lubrańskiego w Poznaniu, pracował tutaj do 9 sierpnia 1632. Po powrocie do Krakowa w został zatrudniony w 1633 w Szkołach Nowodworskich. Dziekan i członek Kolegium Mniejszego w 1635. W 1642 ponownie wyjechał do  Rzymie, gdzie uzyskał tytuł doktora teologii. Od 1644 na Wydziale Teologii, nostryfikował dyplom rzymski 7 grudnia 1649, kilkakrotny dziekan Wydziału Teologicznego. Trzykrotny rektor Akademii Krakowskiej, podkanclerzy uczelni. Był kustoszem a następnie prepozytem kościoła św. Floriana. Jako rektor bronił praw uniwersytetu w sporze z biskupem Piotrem Gembickim. Publikował drobne tezy teologiczne i panegiryki.